# Brewster (månekrater)
Brewster er et lille nedslagskrater på Månen. Det befinder sig på Månens forside i den nordlige udkant af Sinus Amoris og er opkaldt efter den skotske videnskabsmand David Brewster (1781 – 1868).
Navnet blev officielt tildelt af den Internationale Astronomiske Union (IAU) i 1976.
Før det blev omdøbt af IAU, hed dette krater Romer L.

## Omgivelser
Brewsterkrateret ligger sydvest for det større Römerrater. Sydøst for Brewster ligger Franckkrateret, som er af tilsvarende størrelse.

## Karakteristika
Krateret er skålformet og symmetrisk uden overliggende kratere af betydning. Der er en lille højderyg, som er forbundet med den nordlige rand. Kraterbunden har forholdsvis høj albedo i forhold til det omgivende terræn.

## Måneatlas
- Billeder af Brewsterkrateret i LPI-måneatlasset